# Nadbiskupska palača u Splitu
Nadbiskupska palača u Splitu je neorenesansna palača, sjedište splitsko-makarskog nadbiskupa.

## Povijest
Starija rezidencija splitskog nadbiskupa nalazila se unutar Dioklecijanove palače, sjeverno od katedrale no izgorila je 1924. godine.
Smještaj za novo sjedište splitskih crkvenih dostojanstvenika nađeno je izvan palače, na istočnom rubu gradskog središta. Zgrada Nadbiskupije građena je u vrijeme biskupa Filipa Frane Nakića (1889. – 1910.) u periodu 1901. – 1904. godine. Projektirao ju je arhitekt Ćiril Metod Iveković (1864. – 1933.) u novorenesansnom stilu, po uzoru na palaču Farnese u Rimu. Za vrijeme savezničkog bombardiranja Splita 4. siječnja 1944. godine, zgrada je znatno oštećena. Poslije Drugog svjetskog rata, zgradu su 1948. godine nacionalizirale komunističke vlasti nove Jugoslavije, a Crkvi ju je vratila Republika Hrvatska godina 1998., kada je i počela njena obnova.

## Zanimljivosti
- U toj palači prigodom svog posjeta Splitu i Solinu, godine 1998., boravio je papa Ivan Pavao II.

## Vanjske poveznice
- Split: Započela obnova Biskupove palače